# Royal Tunbridge Wells
Pour les articles homonymes, voir Wells.
Ne doit pas être confondu avec la ville proche de Tonbridge.
Royal Tunbridge Wells (souvent appelé Tunbridge Wells) est une ville dans l'ouest du Kent et à la limite du Sussex en Angleterre. Elle a environ 55 000 habitants  et elle est le siège du Borough de Tunbridge Wells, qui a 104 030 habitants. C'est le roi Édouard VII en 1909 qui accorde le titre Royal à la ville.
En 2006, la ville a fêté son 400e anniversaire.
La ville est célèbre pour sa source découverte accidentellement en 1606 par Lord North. Le nom de la ville vient du terme les « wells (sources) de Tunbridge » (Tunbridge est une plus petite ville connue sous le nom de Tonbridge). De nombreuses personnes célèbres y sont venues en cure : Henriette-Marie de France, Charles II, Catherine de Bragance, Anne, Victoria, Samuel Pepys, Daniel Defoe, William Makepeace Thackeray, Decimus Burton. La ville est aussi célèbre pour ses « pantiles » qui se traduit par « tuiles de cimaises », ou encore pour son église qui présente des airs de théâtre.

## The Pantiles
The Pantiles est une pittoresque rue commerçante du XVIIIe siècle bordée par des bâtiments à colonnades. Cette allée piétonne-promenade tire son nom de son dallage en 1700 avec des tuiles de terre cuite ou tuiles de cimaise pantiles. Selon la tradition orale c'est la reine Anne de Grande-Bretagne en voyant son fils jouer dans la terre boueuse qui aurait donné cent livres en 1698 pour faire les travaux de dallage. Un siècle plus tard les tuiles furent remplacées par des pavés en pierre et l'endroit rebaptisé Parade mais en 1886 on reprit le terme d'origine Pantiles. Les visiteurs y trouvent de vieilles boutiques et des commerces modernes et peuvent assister l'été à des concerts de plein-air et au Georgian festival qui célèbre cet héritage historique.

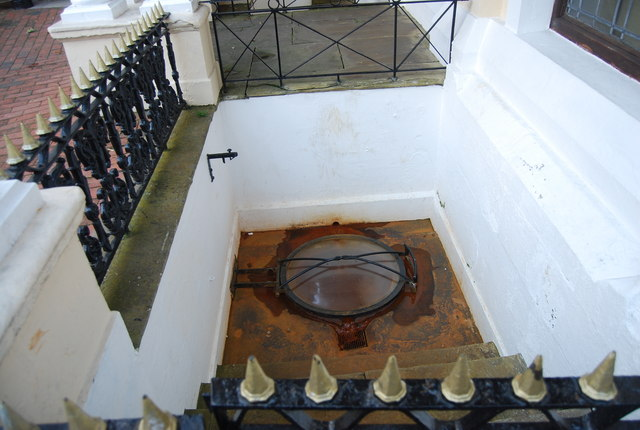
La source

En 1804 on y construit le Pavillon thermal (Bath House) pour y boire l'eau ferrugineuse de la source la Chalybeate Spring tirée d'un puits. L'eau y est distribuée à la louche par un dipper (plongeur).

## Culture
Dans l'église de la Trinité consacrée en 1829 est ouvert en 1946 un centre d'art dramatique. Après des travaux de restauration dans les années 1970 est inauguré en 1982 le Trinity theatre centre artistique qui héberge le Tunbridge Wells theatre club un club de théâtre amateur.

## Personnalités
- Après la mort de Nicolas Legat, en 1937, Nadine Nicolaeva-Legat fonde le premier pensionnat de ballet au Royaume-Uni, la Legat School of Ballet à Tunbridge Wells
- Audrey Emerton est fait baronne de la ville en 1997[3].

### Naissance à Royal Tunbridge Wells
- Cecilia Betham (1843-1913), archère.
- Victor McLaglen (1886-1959), acteur.
- Nina Coote (1883-1945), joueuse de croquet.
- Belton Cobb (1895-1971), auteur de roman policier.
- Vincent Robin d'Arba Desborough (1914-1978), historien et archéologue.
- Shane MacGowan (1957-2023), chanteur du groupe The Pogues.
- Billy Moss (1988-), joueur de rugby.
- Luke Baldwin (1990-), joueur de rugby.
- Dominic Sherwood (1990-), acteur.

### Décès à Royal Tunbridge Wells
- Thomas Bayes (1702-1761), mathématicien.
- Nicolas Legat (1869-1937), danseur et chorégraphe.
- Robert Ernest Cheesman (1878-1962), explorateur et ornithologue.
- Pauline Chase (1885-1962), actrice américaine.
- Nadine Nicolaeva-Legat (1889-1972), danseuse.

## Hôtels et restaurants à Tunbridge Wells
La ville a plusieurs hôtels, y compris The Spa, The Royal Wells, The Wellington et The Swan. Le plus célèbre serait peut-être l'Hotel du Vin, qui se nommait auparavant Calverley Hotel.
Il y a beaucoup de restaurants, y compris les chaînes de restaurants comme Carluccios, Wagamama, et McDonald's. Richard Phillips a le restaurant étoilé au Michelin Thackeray's, qui se trouve dans la maison de William Makepeace Thackeray.

## Sport
Le club de football de Tunbridge Wells F.C est basé dans la ville.

## Jumelage
La ville de Royal Tunbridge Wells est jumelée avec :
- Wiesbaden (Allemagne) depuis le 22 avril 1989[4]

## Galerie de photos

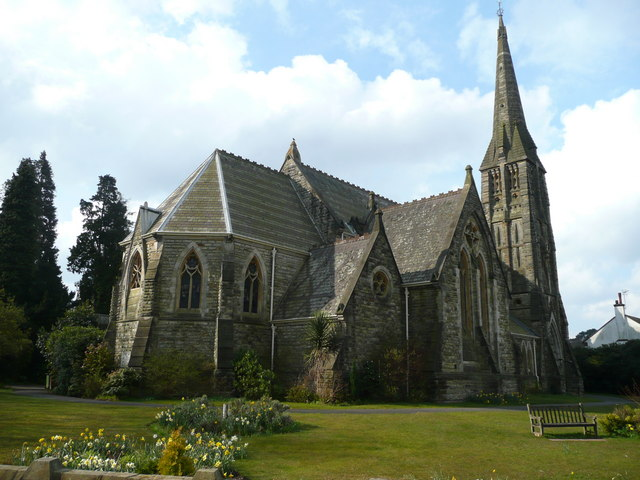
Église Saint-Marc
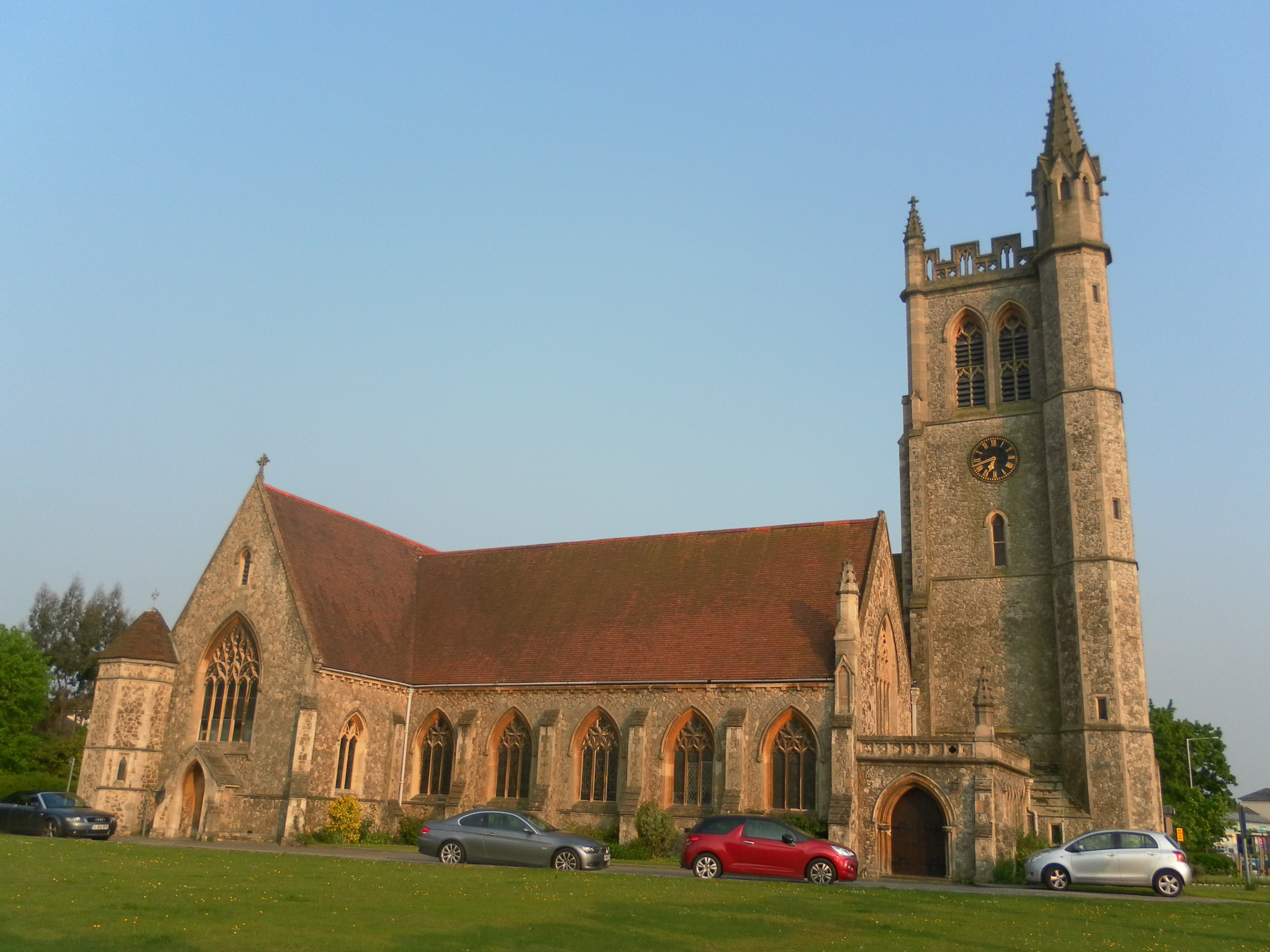
Église Saint-Jean
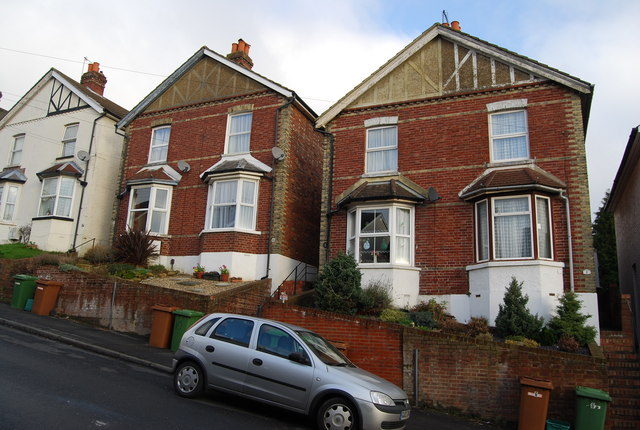
Maisons de style édouardien (début du XXe siècle)
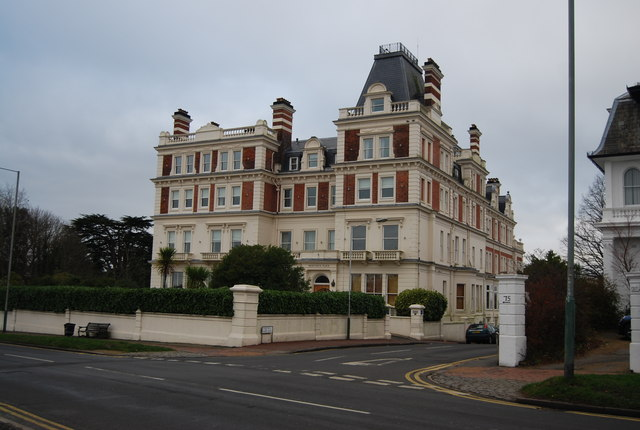
Le manoir « Mont Ephraïm », place Molyneux
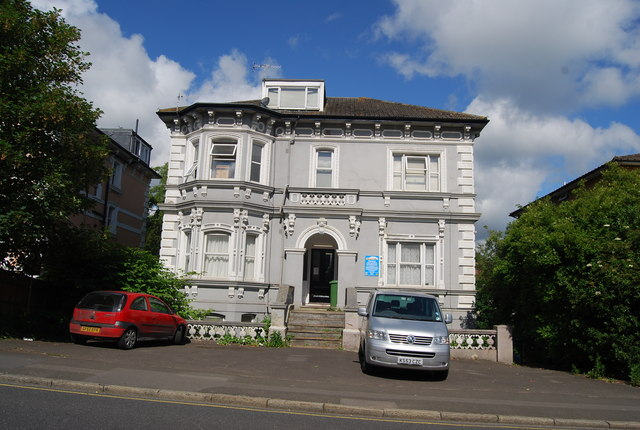
Une villa victorienne
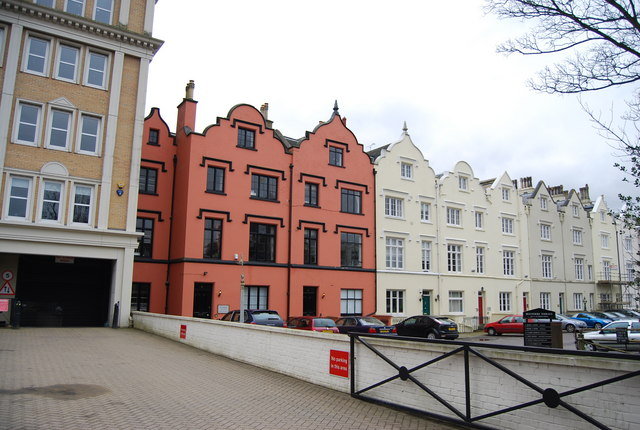
Terrasse du belvédère
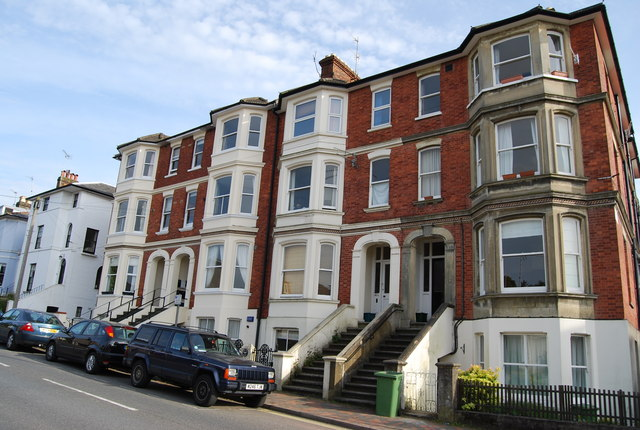
Maisons à oriels
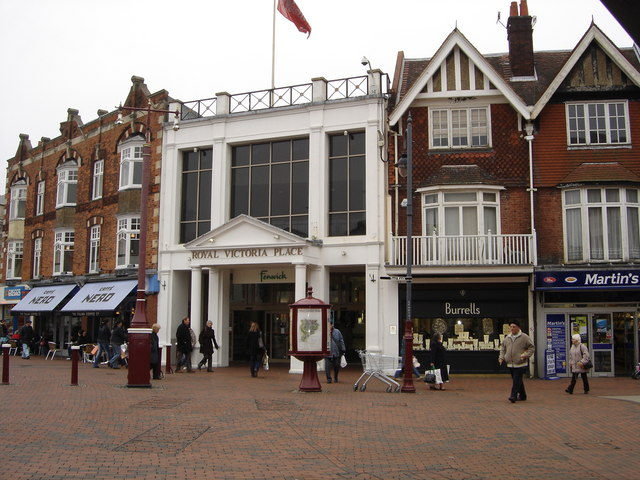
Centre commercial
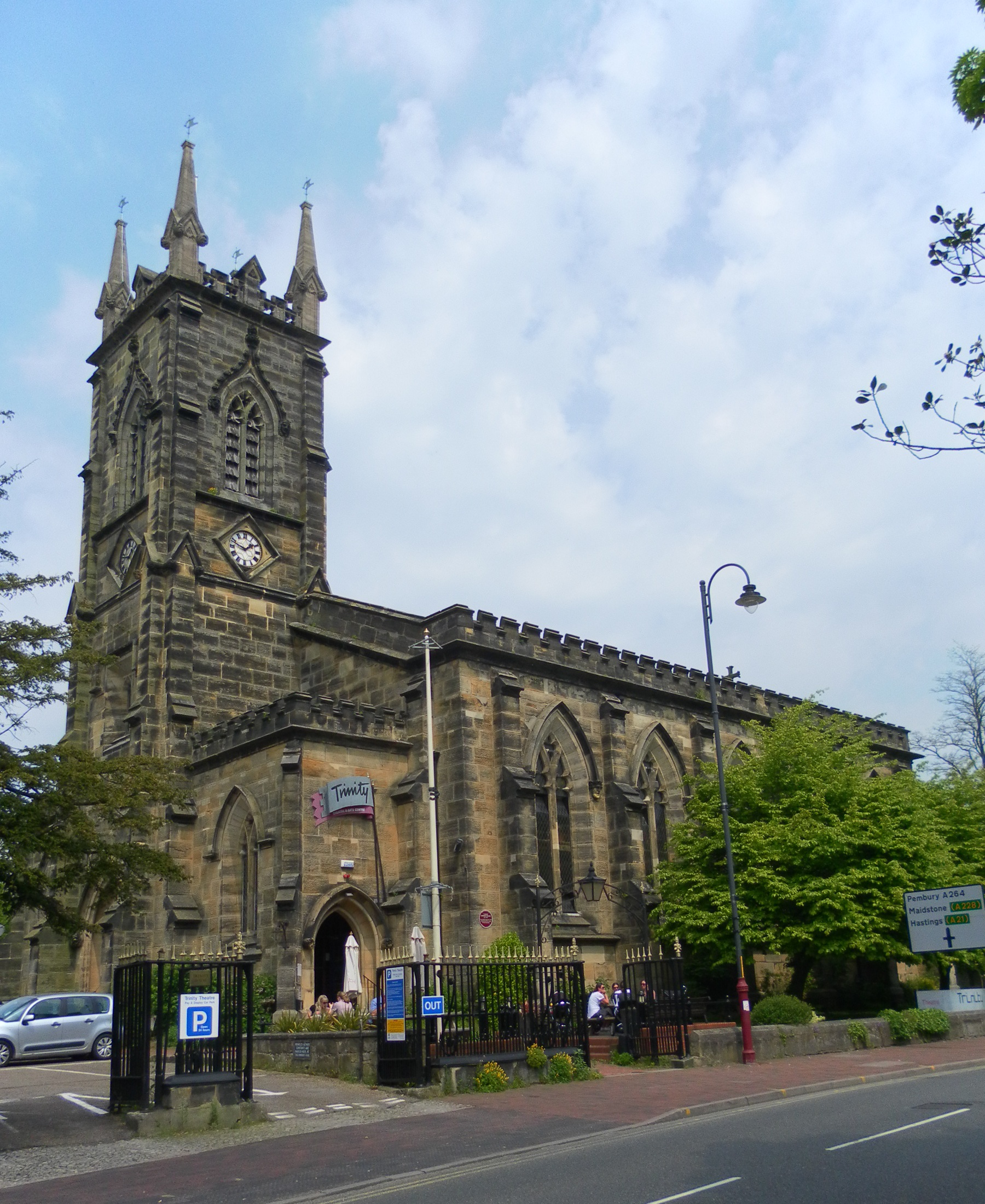
Trinity Church